# هورست ميلزيج
هورست ميلزيج (مواليد 2 أكتوبر 1940) هو مبارز بالسيف ألماني شرقي، مثّل بلاده في الألعاب الأولمبية الصيفية 1972.

## روابط رياضية
هورست ميلزيج على موقع أوليمبيديا (الإنجليزية)